# Cyrtodactylus condorensis
Cyrtodactylus condorensis es una especie de gecos de la familia Gekkonidae.

## Distribución geográfica
Es endémica de la isla Côn Sơn del archipiélago Côn Đảo (Vietnam).